# 牧之原サービスエリア
牧之原サービスエリア（まきのはらサービスエリア）は、静岡県牧之原市の東名高速道路にあるサービスエリアである。
高速バス停留所の牧の原バスストップ（当SAとは表記が異なる）を併設している。

## 概要
大型車に特化した駐車環境の整備がなされており、駐車エリアが車種によって完全に分離された仕様となっている。これはかつて、上り線側に併設していた全日本トラック協会指定のトラックステーションとの関連もあり、メインエリアと一線を画した駐車場と休憩施設を設置した体系を採っていた名残である。また、下り線側も広大な収容数を賄う駐車スペースが確保されている。なおトラックステーションは、2014年（平成26年）12月20日をもって廃止された。
飲食については上り線側レストランのバイキング類が特徴的で、7時 - 10時限定の「朝食バイキング」（大人840円、子人630円）の他、スイーツバイキング（11時 - 18時・850円ワンドリンクサービス付き）やドリンクバー（207円・マグカップ付き500円）やサラダバー（312円）が実施されていた。ドリンクバーで使用されるマグカップには静岡の景勝地・名物を背景に前面にハローキティが描かれており、持ち帰ることも可能であった。これらは2017年（平成29年）のリニューアル工事に伴い閉店した。
下り線側の利用に際しては登坂車線を介しての流入となり、利用車両は事前に車線変更が必要となる（上り線側についてはSA手前の相良牧之原ICで登坂車線が終了するため、従来通り走行車線からの進入となる）。

## 道路
- E1 東名高速道路

## 施設

### 上り線（東京方面）
- 駐車場
  - 大型 222台
  - 小型 220台
  - 兼用 3台
  - 身障者用 6台　
  - トイレ

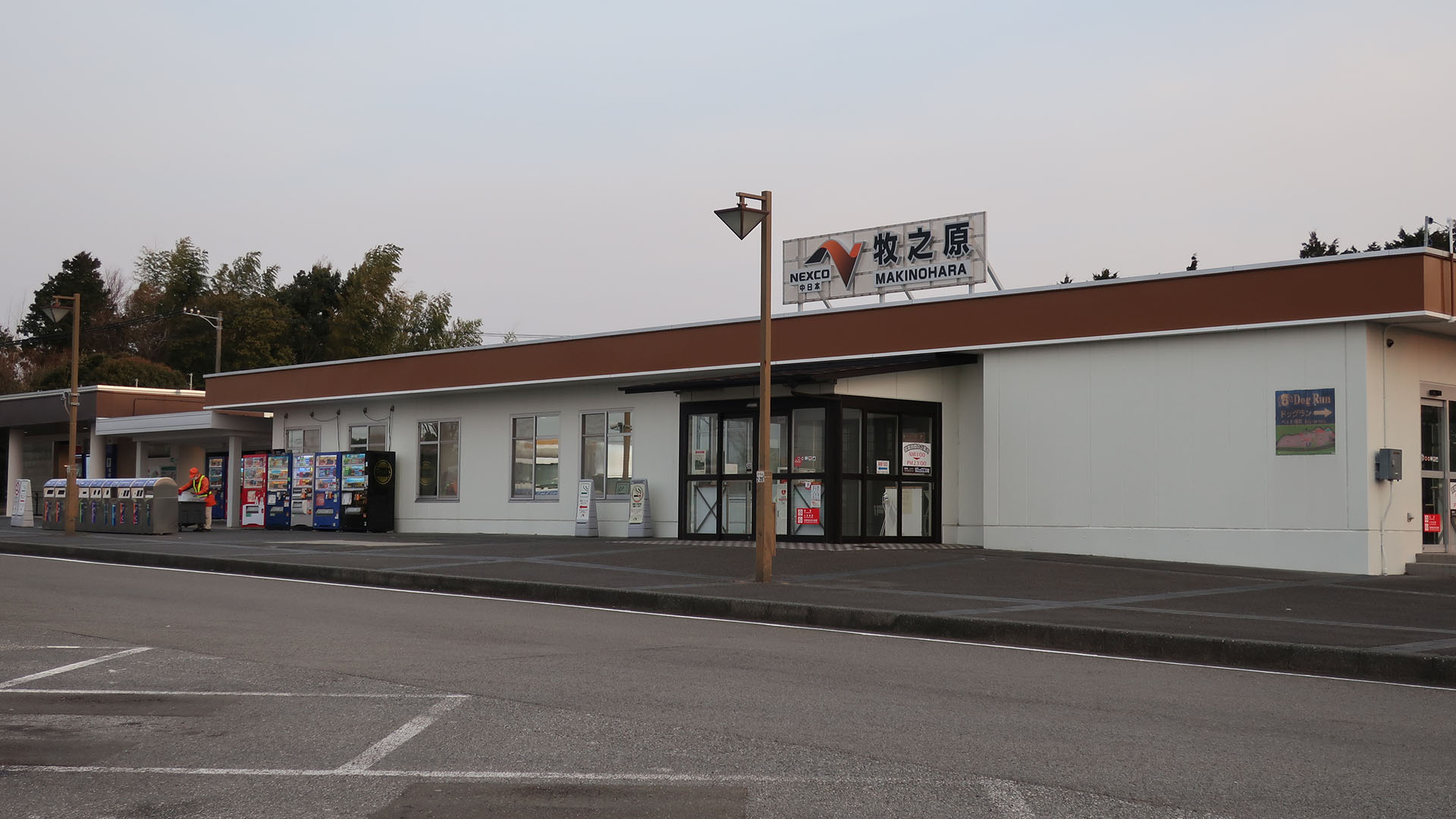
上り線、トラックドライバー向け店舗

    - 男性 大18（和式0・洋式18）・小18
    - 女性 24（和式4・洋式54）
      - 同伴の男児用 2

    - 車椅子用 3
- ガソリンスタンド（出光興産（エネクスフリート）、24時間）[3][4]
- 給電スタンド（24時間）[3]
- コンビニエンスストア「ファミリーマート」（24時間）[5]
- おみやげ[5]
  - 東海道 みちの市（8:00 - 22:00）
- カフェ[5]
  - まきの茶屋（8:00 - 19:00）
- フードコート[5]
  - らーめん さがら（9:00 - 21:00）
  - 御前崎食堂（9:00 - 21:00）
  - 饂飩蕎麦 さくら（24時間）
  - 松屋食堂（24時間）
- ATM（24時間）[3]
- コインシャワー（24時間）[3]
- コインランドリー（24時間）[3]
- ベビーコーナー[3]
- 宝くじコーナー（8:00 - 22:30）[3]
- 自動販売機（24時間）[3]
- 遊具設備[3]
- ドッグラン[3]
- ぷらっとパーク（駐車場 6台、24時間）[3]
- ハイウェイ情報ターミナル[3]
- エリア・コンシェルジュ（平日 8:00 - 18:00、土日祝 8:00 - 19:00）[3]
- 公衆電話

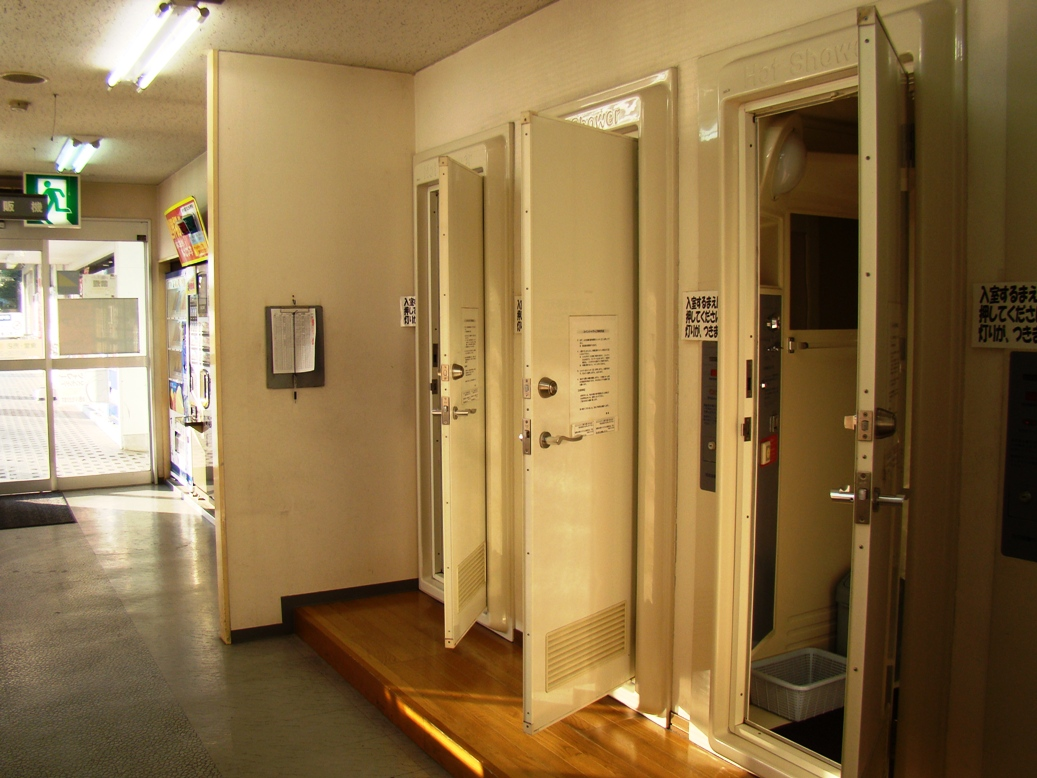
コインシャワーブース
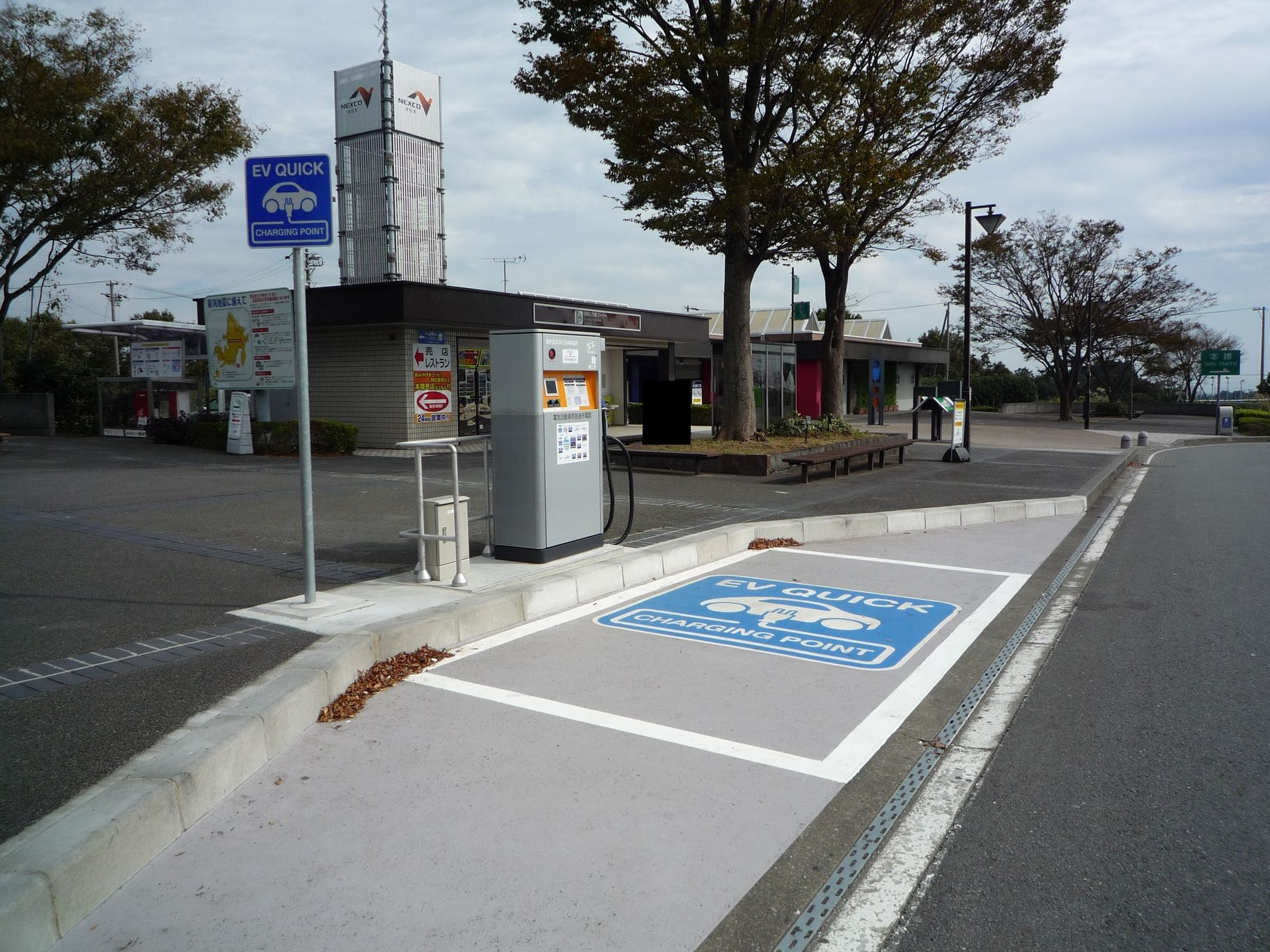
電気自動車用給電スタンドと駐車エリア

### 下り線（名古屋方面）
- 駐車場
  - 大型 250台
  - 小型 250台
  - 身障者用 6台
- トイレ
- 男性 大13（和式4・洋式9）・小31
- 女性 46（和式6・洋式40)
- 同伴の男児用 6
- 車椅子　1
- ガソリンスタンド（出光興産（エネクスフリート）、24時間）[6][7]
- 給電スタンド（24時間）[6]
- フードコート[8]
  - 牧茶庵（24時間）
  - 焼津 堅魚屋 新丸正（8:00 - 21:00）
  - 焼津の網元 いちまる（8:00 - 21:00）
  - おふくろ亭（惣菜カフェテリア）（24時間）
- おみやげ[8]
  - ショッピングコーナー（8:00 - 21:00）
- コンビニエンスストア「ローソン」（24時間）[8]
- コインシャワー（24時間）[6]
- コインランドリー（24時間）[6]
- 自動販売機（24時間）[6]
- 遊具設備[6]
- ぷらっとパーク（駐車場 22台、24時間）[6]
- ハイウェイ情報ターミナル[6]
- エリア・コンシェルジュ（平日 9:00 - 19:00、土日祝 8:00 - 19:00）[6]
- 公衆電話

## 牧の原バスストップ
当SAに併設されたバス停留所である。旅客案内上では、『東名牧の原』（とうめいまきのはら）と呼ばれ、名称表記が当SAとは異なっている。
東名ハイウェイバスの特急・急行便が停車する。2023年4月時点で停車するのは、東京駅 - 浜松駅の上下各3便（特急）と静岡駅 - 名古屋駅の上下各1便（急行）。利用者向けの無料駐車場が設置されている（東京方面と名古屋方面の2カ所）。

### 歴史
- 1969年6月10日 : 開設。

### 隣接のバス停
菊川BS - 牧の原BS - 吉田BS

### 乗り換え
菊川市・島田市・牧之原市自主運行バス（しずてつジャストライン ）「牧之原サービスエリア入口バス停」（萩間線、相良営業所・金谷駅行き）

## 隣
E1 東名高速道路
(13)吉田IC - 牧之原SA - (13-1)相良牧之原IC